# QX Близнецов
QX Близнецов (лат. QX Geminorum, HD 50341) — двойная звезда в созвездии Близнецов на расстоянии приблизительно 967 световых лет (около 296 парсек) от Солнца. Видимая звёздная величина звезды — от +8,22m до +8,16m.

## Характеристики
Первый компонент — бело-голубая пульсирующая переменная звезда (LPB:) или (SPB:), или вращающаяся переменная звезда типа Альфы² Гончих Псов (ACV) спектрального класса B9SrCrEu, или B9. Масса — около 2,999 солнечных, радиус — около 2,428 солнечных, светимость — около 31,623 солнечных. Эффективная температура — около 9500 К.
Второй компонент — коричневый карлик. Масса — около 21,07 юпитерианских. Удалён в среднем на 2,157 а.е..